# Krasowo-Częstki

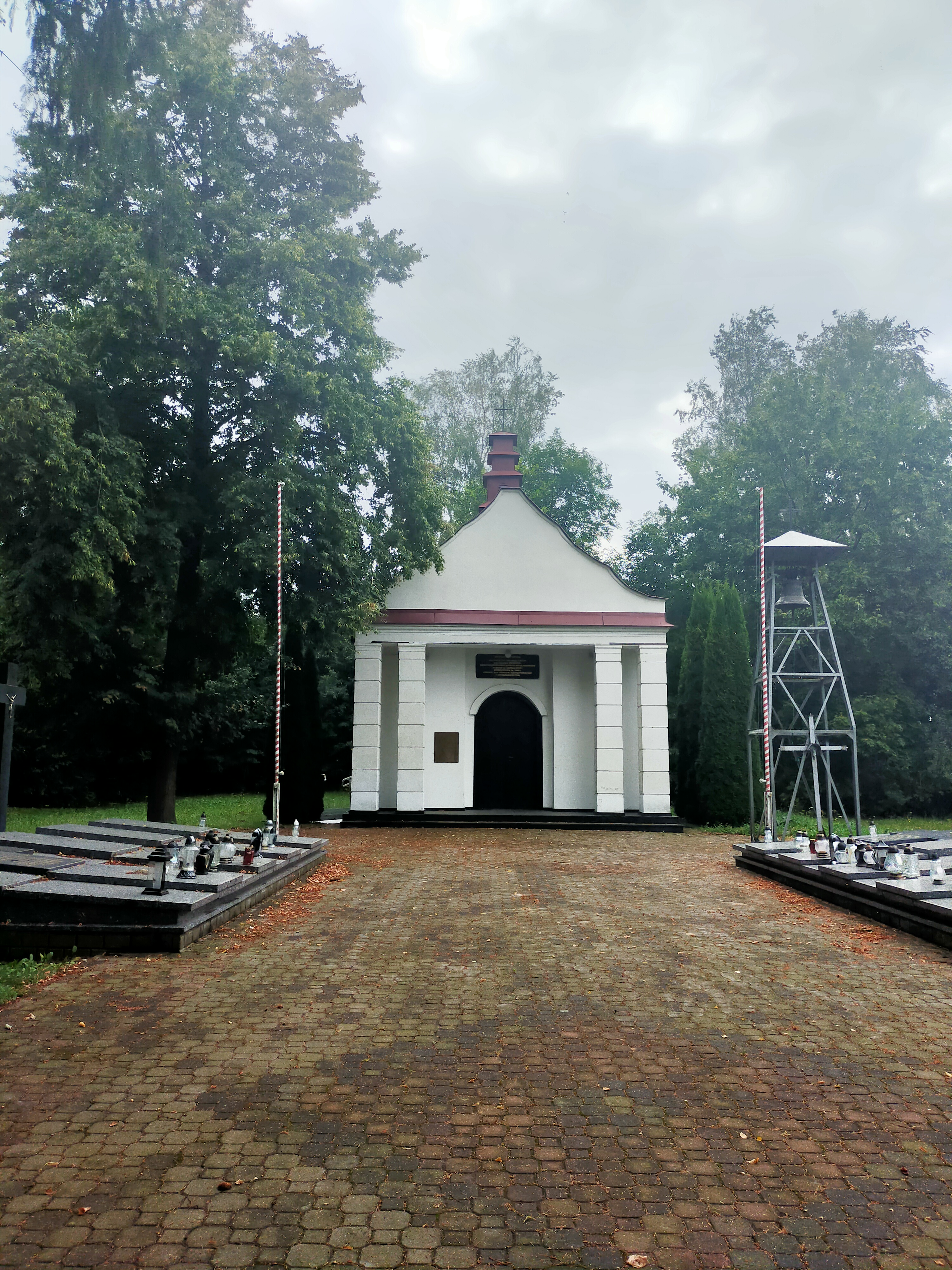
Kaplica poświęcona ofiarom pacyfikacji Krasowa-Częstek

Krasowo-Częstki – wieś w Polsce położona w województwie podlaskim, w powiecie wysokomazowieckim, w gminie Nowe Piekuty.
Niedaleko wsi przebiega droga wojewódzka nr 659. Wieś jest oddalona o 2 km od miejscowości Nowe Piekuty, 16 km od Wysokiego Mazowieckiego, 18 od miejscowości Łapy i 51 km od Białegostoku.
W latach 1975–1998 miejscowość administracyjnie należała do województwa łomżyńskiego.
Wierni kościoła rzymskokatolickiego należą do parafii św. Kazimierza w Nowych Piekutach.

## Historia
W roku 1408 Krasowo wzmiankowane jako wieś należąca do rodu Boleszczyce. Książę mazowiecki Władysław w 1441 r. nadał Mikołajowi z Krassowa, kasztelanowi wizkiemu 40 łanów ziemi we wsi Sieburczyn nad Biebrzą.
Krasowo-Częstki wzmiankowane w roku 1500 i w dokumentach związanych z unią polsko-litewską z 1569 roku. Drugi człon nazwy wsi językoznawcy wywodzą od mieszkającego tu najprawdopodobniej szlachcica zwanego Częstkiem.
W 1580 we wsi dziedziczyli: Lenart syn Bernata Krassowskich (Craszowski) (1 włóka), Andrzej Krassowski komornik ziemski, Mateusz syn Tomasza Krassowskiego, Marcin syn Piotra (Mateusz i Marcin w sumie 6 włók), Jan syn Macieja, Andrzej Skłodo syn Mikołaja, Krzysztof Kostro oraz Krzysztof Krassowski w imieniu Jana syna Wojciecha.
W 1827 r. było tu 66 domów i 375 mieszkańców.
W I Rzeczypospolitej wieś należała do ziemi bielskiej.
Pod koniec XIX w. wieś drobnoszlachecka nad rzeczką Tłoczewką w powiecie mazowieckim, gmina i parafia Piekuty. Wieś liczyła wówczas 70 domów (dymów), 375 katolików i 32 żydów. Powierzchnia gruntów rolnych wynosiła 621 morg. W pobliżu wsi znajdowało się uroczysko Skarbia Góra z pozostałościami pochówków szkieletowych i ciałopalnych.
Dane z 1891 wykazały 66 gospodarzy drobnoszlacheckich oraz 6 chłopskich, w sumie uprawiali 390 ha ziemi, jednak ich gospodarstwa były niewielkie – liczyły po około 5 ha.
Spis powszechny z 1921 informuje o 31 domach i 44 innych budynkach mieszkalnych. W miejscowości mieszkało 405 osób, w tym 10 prawosławnych i 15 żydów. Była to największa miejscowość w gminie Nowe Piekuty.
17 lipca 1943 roku wieś została spacyfikowana przez niemieckich żandarmów z posterunków w Wysokiem Mazowieckiem, Dąbrówce Kościelnej, Czyżewie i Nowych Piekutach. Rozstrzelano 257 mieszkańców, w tym 83 dzieci poniżej 17. roku życia. Wieś po uprzednim ograbieniu doszczętnie spalono. Była to najkrwawsza pacyfikacja przeprowadzona przez Niemców na tych terenach przedwojennego województwa białostockiego, które po 1945 roku pozostały w granicach Polski. Zbrodni dokonano w odwecie za śmierć ośmiu żandarmów, którzy zginęli 12 lipca w Krasowie-Wólce w potyczce z oddziałem Armii Krajowej. W historiografii można natrafić na tezę, że ekspedycją karną kierował komisarz powiatowy z Łomży, Karl von Groeben.
W odwecie za mord oddział Stanisława Karolkiewicza Szczęsnego podjął wyprawę do Prus Wschodnich, gdzie spalił leśnictwo Krumenheide, a w dniu 15 sierpnia 1943 roku spacyfikował wieś Mittenheide.
Od 1946 roku miejsce, w którym zamordowano mieszkańców wsi jest upamiętnione kaplicą ufundowaną przez mieszkańców wsi oraz przez pochodzącego z tej wsi księdza Józefa Kaczyńskiego. Dzięki jego działaniom mieszkańcy niemieckiego Mackenhim ufundowali Dzwon Pojednania, który zawisł w kościele w Nowych Piekutach.
W 1985 roku wieś została uroczyście odznaczona Krzyżem Kawalerskim Orderu Odrodzenia Polski. Corocznie obchodzone są uroczystości ku czci pomordowanych.
Dla uczczenia pamięci ofiar Agnieszka Arnold nakręciła film Czarny lipiec, a w Krasowie-Częstkach postawiono tablicę pamiątkową w pobliżu miejsca, gdzie doszło do zbrodni hitlerowskiej.
W 2008 roku miejscowość liczyła 41 domów i 146 mieszkańców.

## Obiektyzabytkowe
- Krzyż przydrożny z 1897 r.
- Krzyż przydrożny – podstawa kamienna – koniec XIX/początek XX w., krzyż metalowy – 2 połowa XX w.
- Krzyż przydrożny z 1895 r[15].
- Cmentarz ofiar terroru niemieckiego z 1943 r[16].